# The Last Temptation (Ja Rule)
The Last Temptation è il quarto album in studio dal rapper statunitense Ja Rule. I singoli di questo album sono Thug Lovin (con Bobby Brown), Mezmerize (con Ashanti) e il remix di The Pledge (con Ashanti e Nas). L'album è noto soprattutto perché contiene un bano intitolato Pop Niggas, che parla di 50 Cent.

## Successo commerciale
L'album è disco di platino negli Stati Uniti d'America, vendendo nella prima settimana 237000 copie e 3 milioni di copie in tutto il mondo. L'album ha avuto molto meno successo rispetto al precedente Pain Is Love. Ha debuttato alla numero 4 sulla Billboard 200.

## Tracce
1. Intro (0:20)
2. Thug Lovin' (ft. Bobby Brown) (4:50)
3. Mesmerize (ft. Ashanti) (4:38)
4. Pop Niggas (ft. Pharrell Williams) (4:29)
5. The Pledge (Remix) (ft. Ashanti, Nas & Tupac Shakur) (3:54)
6. Murder Reigns(4:02)
7. The Last Temptation (ft. Charli Baltimore) (4:58)
8. Murder Me (ft. Cadillac Tah & Alexi) (5:15)
9. The Warning (5:05)
10. Connected (ft. Eastwood & Crooked I) (4:54)
11. Emerica (ft. Young Life & Chink Santana) (5:16)
12. Rock Star (4:58)
13. Destiny (Outro) (2:07)